# Palaeomolis metarhoda
Palaeomolis metarhoda là một loài bướm đêm thuộc phân họ Arctiinae, họ Erebidae.